# Felipe Salaberry
Felipe Santiago Salaberry Soto (Santiago, 9 de enero de 1966) es un ingeniero comercial y político chileno, miembro de la Unión Demócrata Independiente (UDI), partido del cual ejerció como secretario general desde abril hasta diciembre de 2020. 
Entre 1996 y 2000 ejerció como concejal de la comuna de Ñuñoa. Luego, se desempeñó como diputado de la República en representación del antiguo distrito n.º 25; correspondiente a las comunas de La Granja, Macul y San Joaquín durante tres periodos consecutivos, desde 2002 hasta 2014.
Asimismo, entre marzo de 2018 y octubre de 2019 fungió como subsecretario de Desarrollo Regional y Administrativo bajo el segundo gobierno del presidente Sebastián Piñera.

## Familia, estudios y vida profesional
Nació el 9 de enero de 1966 en la comuna de La Cisterna, hijo del periodista Ernesto Salaberry Espina y Orietta Raquel Soto Figari. Está casado, con Isabel Pavone Ferrer, con quien es padre de tres hijos: Isidora, Santiago y Antonia.
Cursó sus estudios secundarios en el Liceo N.º 13 de Santiago. Continuó su formación universitaria en la carrera de derecho en la Universidad Central (Ucen), donde estuvo dos años. Posteriormente, ingresó a la Universidad Diego Portales (UDP), donde estudió ingeniería en ejecución por dos años y más tarde, en la Universidad Real (cerrada en 1996 y absorbida por la Universidad Mayor), donde estudió ingeniería comercial, obteniendo el título correspondiente en 1995.[cita requerida]

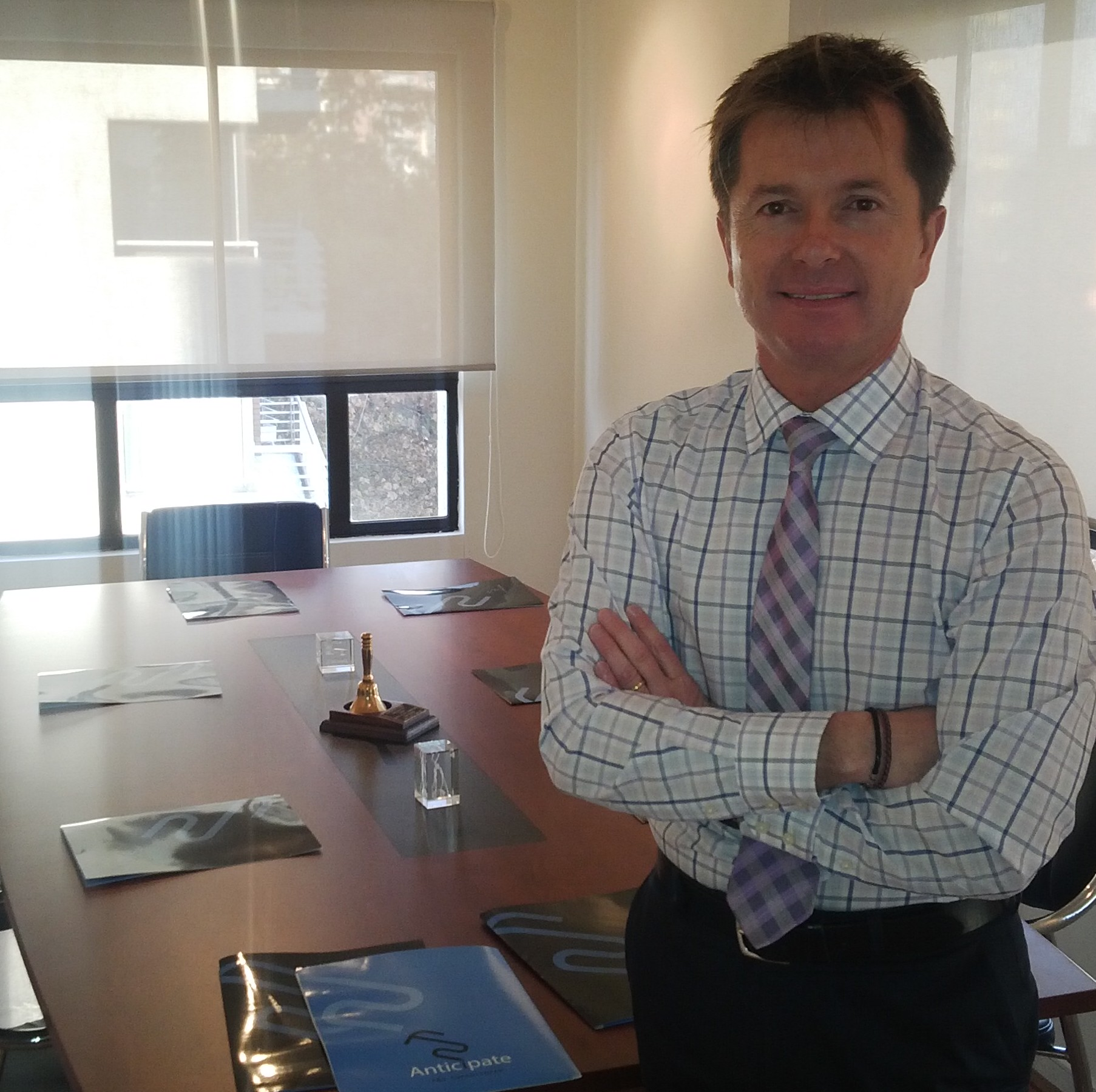
Salaberry como director de F&S Consultores.

Profesionalmente realizó asesorías económicas y financieras. Posteriormente, fue asesor político de diputados y senadores de su partido, la Unión Demócrata Independiente (UDI).
Desde 2014 trabaja como director de Anticípate F&S Consultores Ltda., dedicada a la asesoría regulatoria, legislativa y auditorías laborales.[cita requerida]

## Trayectoria política

### Inicios
En el ámbito político, fue presidente del Centro de Alumnos de Ingeniería en Ejecución en la Universidad Diego Portales. Además de presidente de la Juventud Metropolitana de la UDI y vicepresidente de la directiva nacional de la Juventud UDI.

### Concejal
En las elecciones municipales de 1996 fue elegido como concejal de la comuna de Ñuñoa, por el periodo 1996-2000. Paralelamente, asumió como secretario ejecutivo de su partido UDI. Desde el 2000 en adelante, se desempeñó como secretario ejecutivo Zona Sur de la Unión de Partidos Latinoamericanos (UPLA).

### Diputado
En las elecciones parlamentarias de 2001, fue elegido como diputado por el distrito n.º 25, correspondiente a las comunas de La Granja, San Joaquín y Macul, en la Región Metropolitana, por el período legislativo 2002-2006. Integró las comisiones permanentes de Obras Públicas, Transportes y Telecomunicaciones; Derechos Humanos, Nacionalidad y Ciudadanía; y Trabajo y Seguridad Social. Junto con las Comisiones Especiales de Drogas; y de la Juventud. Además de las comisiones investigadoras sobre contaminación por plomo en la ciudad de Arica; y sobre irregularidades en la Casa de Moneda de Chile.
En las elecciones parlamentarias de 2005, fue reelegido por el mismo distrito, para el período legislativo 2006-2010. En esta ocasión integró las comisiones de Derechos Humanos, Nacionalidad y Ciudadanía; y de Trabajo y Seguridad Social. Junto con las comisiones investigadoras sobre Accionar de la Dirección del Trabajo; sobre Asesorías Efectuadas en Reparticiones Gubernamentales; y sobre Platas Públicas entregadas a la Corporación de Desarrollo de Arica y Parinacota (CORDAP). Además de la Comisión Especial de Libertad de Expresión y Medios de Comunicación.
En las elecciones parlamentarias de 2009 mantuvo su escaño en la Cámara por el mismo distrito n.º 25, por el período legislativo 2010-2014. Fue integrante de las comisiones permanentes de Derechos Humanos, Nacionalidad y Ciudadanía; y de Trabajo. Junto con la comisión especial de Patrimonio Histórico y Cultural. Formó además, parte del comité parlamentario de la UDI.
En las elecciones parlamentarias de noviembre de 2013 buscó la reelección como diputado por el mismo distrito, pero no resultó elegido.

### Secretario general de la UDI y Subsecretario del segundo gobierno de Sebastián Piñera
El 21 de abril de 2020 la comisión política de la UDI aprobó por unanimidad su nombramiento como secretario general del partido, en reemplazo de Jorge Fuentes.
En enero de 2018 fue designado por el presidente electo Sebastián Piñera como subsecretario de Desarrollo Regional y Administrativo, cargo que asumió oficialmente con la asunción del gobierno de Piñera el 11 marzo de ese año.

## Controversias
El 25 de agosto de 2019, siendo subsecretario de Desarrollo Regional del segundo gobierno de Sebastián Piñera, fue acusado de «violar gravemente las leyes de tránsito en tres ocasiones» y luego insultar al inspector que le cursó el parte, amenazándolo. Su hermana Iris Salaberry, funcionaria de la Municipalidad de Ñuñoa, habría llamado el mismo día 25, a minutos de que ocurrieran los hechos, a la central de comunicaciones para obtener la identidad del fiscalizador.
El hecho provocó que el gobierno manifestara que estaba a la espera de la decisión de tribunales para decidir sobre la continuidad de su cargo. A este escándalo se sumaron en los días posteriores acusaciones de empleados a su cargo. Finalmente, Salaberry presentó su renuncia a la Subdere el 1 de octubre de 2019.

## Historial electoral

### Elecciones municipales de 1996
- Elecciones municipales de 1996, para la alcaldía de Ñuñoa [10]

### Elecciones parlamentarias de 2001
- Elecciones parlamentarias de 2001, para el Distrito 25, La Granja, Macul y San Joaquín[11]

### Elecciones parlamentarias de 2005
- Elecciones parlamentarias de 2005, candidato a diputado por el distrito 25 (La Granja, Macul y San Joaquín), Región Metropolitana.[12]

### Elecciones parlamentarias de 2009
- Elecciones parlamentarias de 2009, candidato a diputado por el distrito 25 (La Granja, Macul y San Joaquín), Región Metropolitana[13]

### Elecciones parlamentarias de 2013
- Elecciones parlamentarias de 2013, candidato a diputado por el distrito 25 (La Granja, Macul y San Joaquín), Región Metropolitana[14]